# The Cossack Whip
The Cossack Whip er en amerikansk stumfilm fra 1916 af John H. Collins.

## Medvirkende
- Viola Dana som Darya Orlinsky.
- Grace Williams som Katerina Orlinsky.
- Robert Walker som Alexis.
- Frank Farrington som Ivan Turov.
- Richard Tucker som Sergius Kordkin.